# Schlatt (Austria)
Schlatt è un comune austriaco di 1 290 abitanti nel distretto di Vöcklabruck, in Alta Austria.